# Tmarus staintoni
Tmarus staintoni es una especie de araña cangrejo del género Tmarus, familia Thomisidae.

## Distribución
Esta especie se encuentra en España, Francia, Italia y Argelia.